# Lac de Cahora Bassa
Le Cahora Bassa est un lac de barrage de la province de Tete, au Mozambique. Il est le 4e lac artificiel par superficie d'Afrique (après le lac Volta, le lac Kariba et le lac Nasser). Il a été créé par le barrage de Cahora Bassa et se situe sur le Zambèze.

## Caractéristiques
La retenue est d'environ 2 574 km² qui régule ainsi la navigation sur 250 km et permet la pêche et l'irrigation en aval pour des plantations de coton, canne à sucre et agrumes.   
La création du barrage a entraîné le déplacement de près de 25 000 personnes.   

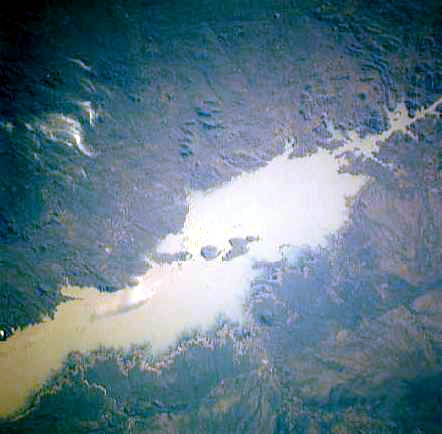
Vue partielle du Cahora Bassa